# Гокиели, Джемал Иванович
Джема́л Ива́нович Гокие́ли (груз. ჯემალ ივანეს ძე გოკიელი; 4 июля 1920, Кутаис, Грузинская демократическая республика, ныне Грузия — 14 апреля 1991, Тбилиси, Грузинская ССР, ныне Грузия) — грузинский дирижёр и педагог. Сын Ивана Гокиели.  Народный артист Грузинской ССР (1980).

## Биография
Учился в Московской и Тбилисской консерваториях. Среди преподавателей: Одиссей Димитриади, Александр Гаук, Григорий Столяров. 
В 1943—1948 годах — дирижёр Грузинского театра оперы и балета, а с 1948 года и до конца своих дней — дирижёр Государственного симфонического оркестра Грузинской ССР. Гастролировал как по Советскому Союзу, так и за рубежом. 
С 1956 года преподавал дирижирование в Тбилисской консерватории, в 1967 году становится доцентом.

## Награды
- 1958 — Заслуженный деятель искусств Грузинской ССР
- 1980 — Народный артист Грузинской ССР